# Amaurobius
Amaurobius là một chi nhện trong họ Amaurobiidae.

## Các loài
Tính đến  tháng 7 năm 2019 it contains sixty-seven species:
- A. agastus (Chamberlin, 1947) – USA
- A. annulatus (Kulczyński, 1906) – Croatia, Montenegro
- A. antipovae Marusik & Kovblyuk, 2004 – Caucasus (Russia, Georgia)
- A. asuncionis Mello-Leitão, 1946 – Paraguay
- A. ausobskyi Thaler & Knoflach, 1998 – Greece
- A. barbaricus Leech, 1972 – USA
- A. barbarus Simon, 1911 – Algeria, Spain
- A. borealis Emerton, 1909 – USA, Canada
- A. candia Thaler & Knoflach, 2002 – Greece (Crete)
- A. cerberus Fage, 1931 – Spain
- A. corruptus Leech, 1972 – USA
- A. crassipalpis Canestrini & Pavesi, 1870 – Germany, Switzerland, Italy
- A. cretaensis Wunderlich, 1995 – Greece (Crete)
- A. deelemanae Thaler & Knoflach, 1995 – Greece, Crete
- A. diablo Leech, 1972 – USA
- A. distortus Leech, 1972 – USA
- A. dorotheae (Chamberlin, 1947) – USA
- A. drenskii Kratochvíl, 1934 – Bosnia and Herzegovina
- A. erberi (Keyserling, 1863) – Canary Is., Europe, Turkey, Caucasus
- A. fenestralis (Ström, 1768) (type) – Europe to Central Asia
- A. ferox (Walckenaer, 1830) – Europe, Turkey. Introduced to Canada, USA, Mexico
- A. festae Caporiacco, 1934 – Libya
- A. galeritus Leech, 1972 – USA
- A. geminus Thaler & Knoflach, 2002 – Greece (Crete)
- A. hagiellus (Chamberlin, 1947) – USA
- A. heathi (Chamberlin, 1947) – USA
- A. hercegovinensis Kulczyński, 1915 – Bosnia and Herzegovina, Montenegro
- A. intermedius Leech, 1972 – USA
- A. jugorum L. Koch, 1868 – Europe
- A. koponeni Marusik, Ballarin & Omelko, 2012 – India
- A. kratochvili Miller, 1938 – Croatia, Albania
- A. latebrosus Simon, 1874 – France (Corsica)
- A. latescens (Chamberlin, 1919) – USA
- A. leechi Brignoli, 1983 – USA
- A. lesbius Bosmans, 2011 – Greece
- A. longipes Thaler & Knoflach, 1995 – Greece
- A. mathetes (Chamberlin, 1947) – USA
- A. mephisto (Chamberlin, 1947) – USA
- A. minor Kulczyński, 1915 – Eastern Europe
- A. minorca Barrientos & Febrer, 2018 – Spain (Menorca)
- A. minutus Leech, 1972 – USA
- A. obustus L. Koch, 1868 – Europe
- A. occidentalis Simon, 1893 – Portugal, Spain, France
- A. ossa Thaler & Knoflach, 1993 – Greece
- A. pallidus L. Koch, 1868 – Southeastern Europe to Georgia
- A. palomar Leech, 1972 – USA
- A. paon Thaler & Knoflach, 1993 – Greece
- A. pavesii Pesarini, 1991 – Italy
- A. pelops Thaler & Knoflach, 1991 – Greece
- A. pesarinii Ballarin & Pantini, 2017 – Italy
- A. phaeacus Thaler & Knoflach, 1998 – Albania, Macedonia, Greece
- A. prosopidus Leech, 1972 – USA
- A. ruffoi Thaler, 1990 – Italy
- A. scopolii Thorell, 1871 – France, Italy, Slovenia
- A. similis (Blackwall, 1861) – Europe, Caucasus. Introduced to North America
- A. songi Zhang, Wang & Zhang, 2018 – China
- A. spinatus Zhang, Wang & Zhang, 2018 – China
- A. strandi Charitonov, 1937 – Greece, Bulgaria, Ukraine
- A. tamalpais Leech, 1972 – USA
- A. thoracicus Mello-Leitão, 1945 – Argentina
- A. transversus Leech, 1972 – USA
- A. triangularis Leech, 1972 – USA
- A. tristis L. Koch, 1875 – Eritrea
- A. tulare Leech, 1972 – USA
- A. vachoni Hubert, 1965 – Spain
- A. vexans Leech, 1972 – USA
- A. yanoianus Nakatsudi, 1943 – Micronesia

## Hình ảnh

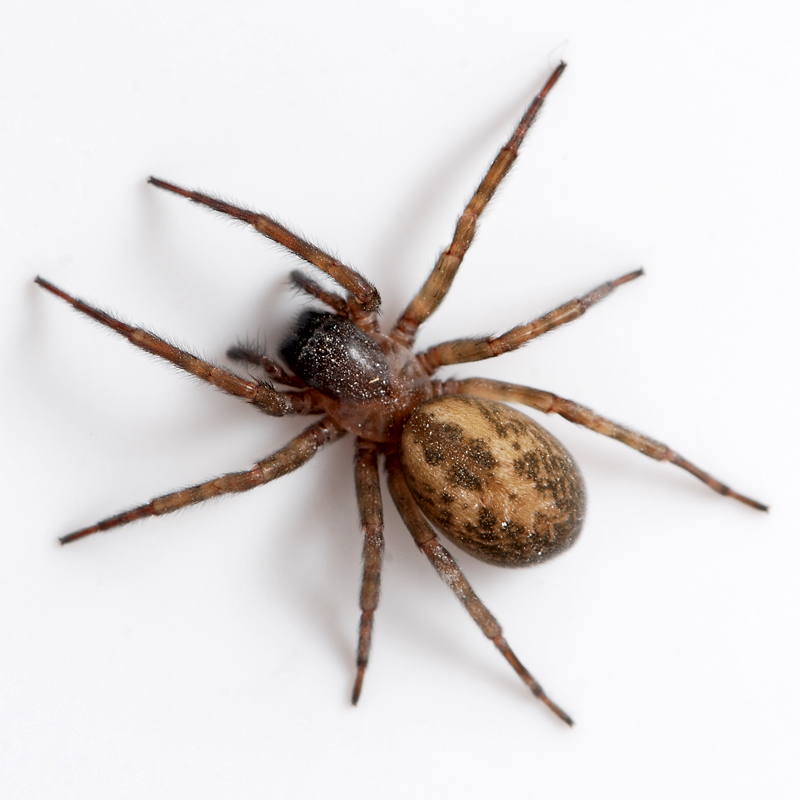
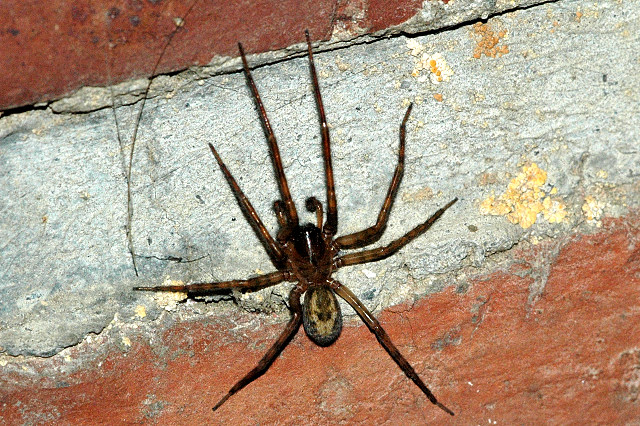
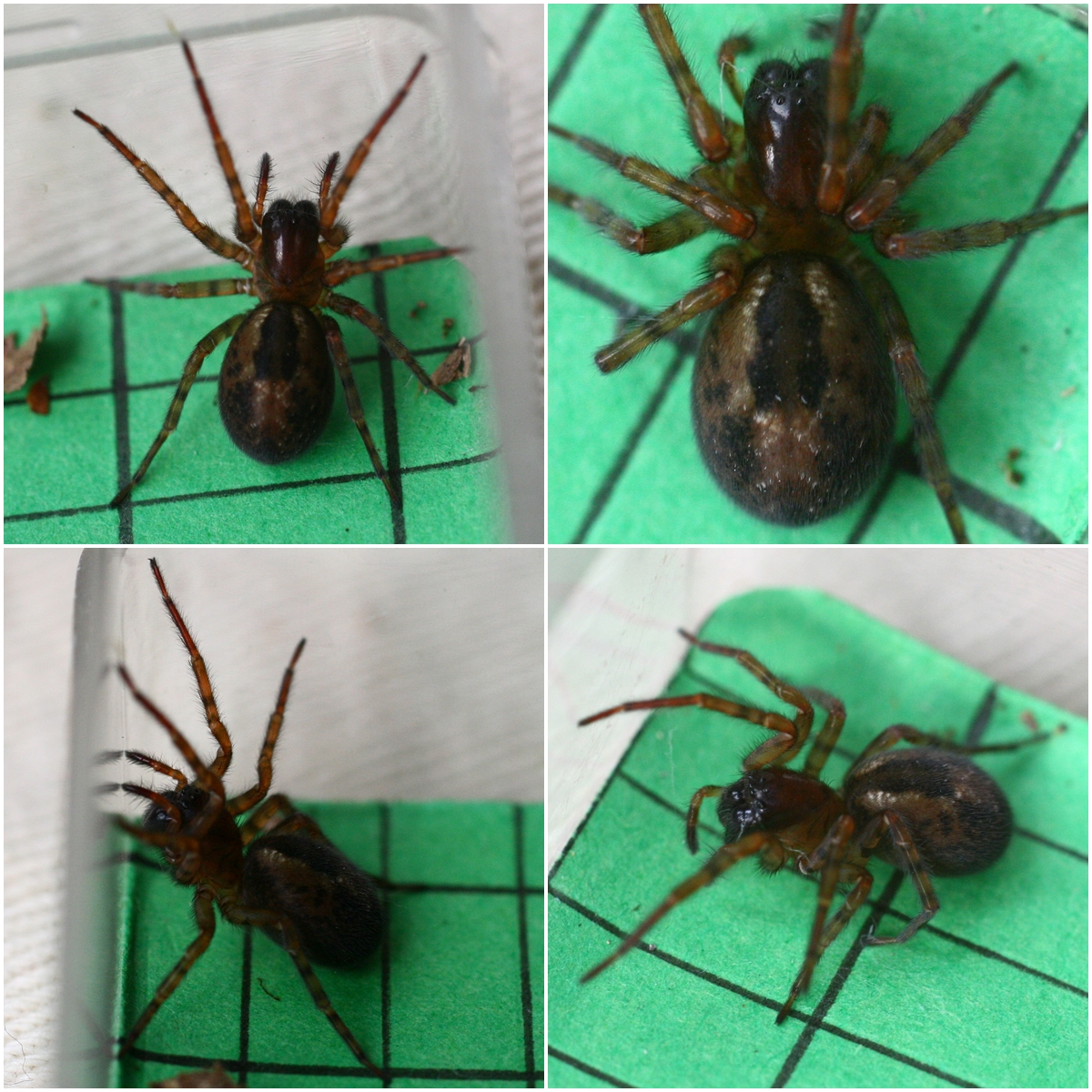